# ایکه دوارته
ایکه دوارت اولیویرا (پرتغالی: Eike Duarte Oliveira) یک بازیگر برزیلی است. در سال ۲۰۱۴، او در اولین مرحله از تله‌نوولای برزیلی در خانواده نقش لائرتس را بازی کرد.